# Joachim Murat

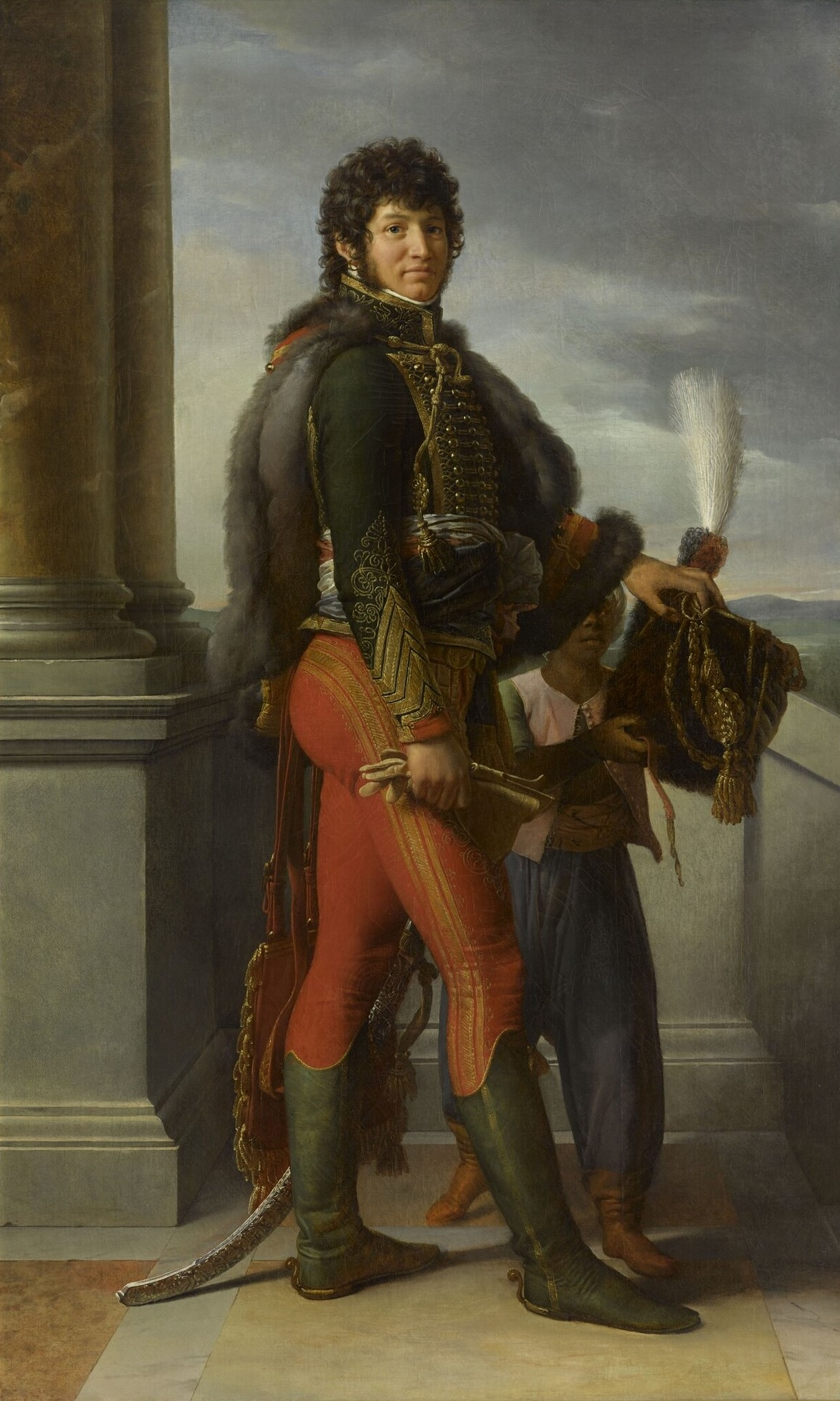
Joachim Murat tábornok (François Gérard festménye, 1801).

Joachim Murat (*Labastide-Fortunière (ma: Labastide-Murat), 1767. március 25. – Pizzo (Calabria), 1815. október 13.) francia katonatiszt, hadvezér, a Francia Császárság marsallja, Napóleon sógora, 1806–1808-ig Berg nagyhercege, 1808–1815-ig I. Joachim néven nápolyi király. Napóleon bukása után a visszatérő IV. Ferdinánd nápolyi király kivégeztette.

## Élete

### Ifjúsága
Joachim Murat 1767-ben született a délnyugat-franciaországi Cahors közelében fekvő Labastide-Fortunière-ben, Lot megyében. Édesapja Pierre Murat-Jordy fogadós, édesanyja Jeanne Loubière volt. A házaspár tizenegy gyermeke között Joachim volt a legfiatalabb. Először papi pályára szánták, be is íratták a cahors-i papneveldébe, majd a toulouse-i Missziós Társaság (a Lazaristák Rendjének) iskolájába. Novíciusnak készült, barátai apátnak szólították. Ugyanakkor kedvelte a szórakozást is, nagy adósságokat csinált. Félve az apai szigortól, 1787. február 23-án beállt az „Ardennes” vadászezredbe (az ezred neve később „Champagne”, majd 12. lovas vadászezred lett), amely vakmerő férfiakat toborzott tagjai közé. Kemény kiképzést kapott, és hamarosan kitüntette magát a szolgálatban, de függelemsértés (insubordination) miatt 1789-ben elbocsátották. Hazatért szülőföldjére, apjához.
A forradalom után aktívan részt vett a helyi közéletben, sűrűn járt a politikai klubok gyűléseire. 1790. július 14-én, a Bastille bevételének első évfordulóján, a Föderáció Ünnepén, Párizsban Lot megye küldöttségének tagjaként képviselte szülőföldjét.
1791 januárjában ismét belépett a hadseregbe. Egy évvel később az Alkotmányos Királyi Gárdához vezényelték (akárcsak tiszttársa, Bessières, aki később szintén elnyerte a marsallbotot). Murat lelkes híve lett Marat forradalmi eszméinek, az erősen központosított köztársasági államformának. Úgy látta, a Gárda a royalisták gyülekezete, ezért hamarosan otthagyta, és jelentést írt megyéjének forradalmi bizottságához, amely igazolásul szolgált az ottani Gárda feloszlatásához.
Murat visszatért régi egységébe, a 12. lovas vadászezredhez. 1793 nyarán egy lovasszázad parancsnokává (chef d'escadron) nevezték ki. Mint radikális republikánust, erősen nyugtalanította Robespierre letartóztatása és kivégzése (1794. július 27-én, a forradalmi naptár szerint Thermidor 9-én), mert az új Direktórium hatalmát bizonytalannak látta.

### Bonaparte Napóleon szolgálatában

#### A vendémiaire-i felkelés
1795 októberének elején királypárti felkelés tört ki Párizsban. A Nemzeti Konvent épületének védelmét az akkor még ismeretlen Napoléon Bonaparte tábornokra bízták, aki Murat századost azzal bízta meg, hozzon tüzérséget a kormánycsapatok által nem ellenőrzött a külső városrészből (Camp des Sablons). A kockázatos feladatot Murat a rendelkezésre álló rövid idő alatt megoldotta, az ágyúkat ellenséges területen keresztül sikeresen behozta Párizs szívébe. 1795. október 5-én (IV. év. Vendémiaire 13-án) Bonaparte ezzel a tüzérséggel verte szét a felkelőket, és biztosította a Direktórium elnökének, Paul Barrasnak teljhatalmát. E haditettért Barras kinevezte Bonapartét az Itáliai Hadsereg főparancsnokává. Murat-t ezredessé (chef de brigade) léptették elő, és Bonaparte őt vette maga mellé segédtisztnek (aide de camp) az itáliai hadjáratban.

#### Hadjárat Itáliában és Egyiptomban
1796. szeptember 4-én az északi-itáliai Roveretónál Murat lovasszázadával támadást intézett Davidovitch (1750–1820) osztrák tábornok csapatai ellen. Lovasai egy-egy gyalogost is magukkal vittek a nyeregben, így keltek át az Adige (Etsch) folyón. A váratlan roham szétzúzta a határvédelmet, Napóleon betörhetett Tirolba. Szeptember 22-én a bassanói csatában Murat már lovas hadtestet vezetett az osztrák-szárd gyalogság zárt négyszögei ellen. Lovasrohamai elsöprő sikert hoztak, Murat megalapozta hírnevét, tábornokká nevezték ki. Mantova ostrománál megsebesült.
1797. március 13-án lovasságával átkelt a Tagliamento folyón, manővereivel szétzilálta Károly osztrák főherceg erőit, április 7-én Bonaparte bevonult a stájerországi Leobenbe. Sikerei nyomán Ausztria fegyverszünetre kényszerült, és április 18-án aláírta a leobeni előzetes békeszerződést.

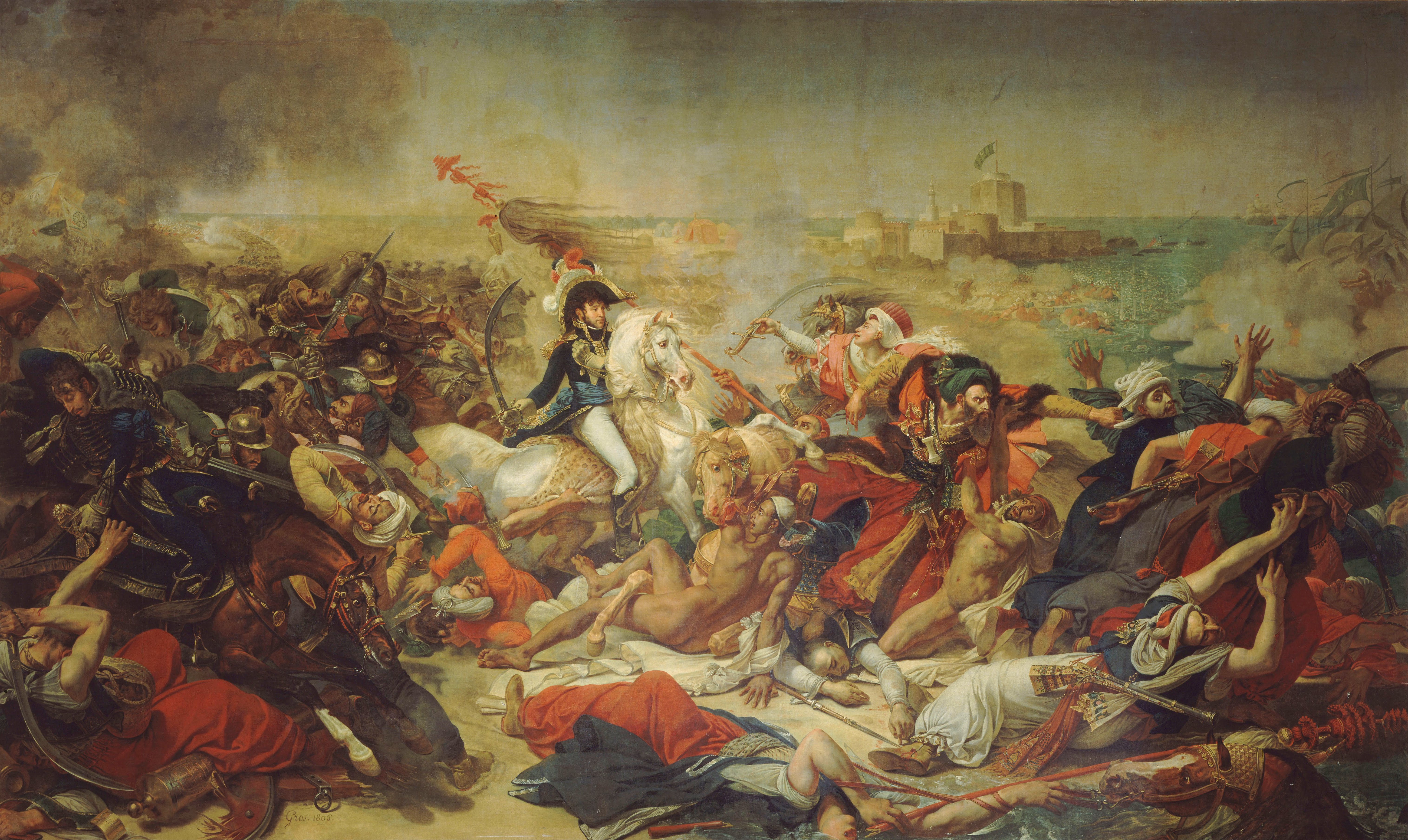
Murat tábornok az abukiri csatában (1799). (Antoine-Jean Gros festménye, 1806).

Az egyiptomi hadjárat során Murat vezette a francia lovasságot. Sikeresen harcolt Alexandria bevételénél (1798. július 2.), és a Murad bej vezette mameluk haderő ellen a piramisok csatájában (július 21). Egyiptomból Palesztina és Törökország felé vonultak. Május 20-án ostrom alá fogták Akkó (francia nevén Saint-Jean-d'Acre) városát. A francia tüzérség gyengesége és a brit flotta támogatása miatt a várat védő Dzsaszár pasa vezetésével kitörtek. Támadásukat Murat vakmerő lovasrohamai zúzták szét, az utánpótlás akadozása miatt azonban fel kellett adniuk az ostromot.
A második abukiri csatában Murat elfogta a 18 000 főnyi ellenséges hadsereg parancsnokát, Musztafa pasát, közben maga is megsebesült. Bonaparte tábornok ezt írta a Direktóriumnak: „A mai győzelem alapvetően Murat ezredes érdeme. Kérem, nevezzék ki őt hadosztály-tábornoknak; lovasdandárja megcselekedte a lehetetlent.”. A Direktórium az előterjesztés alapján Murat-t valóban előléptette, de Bonaparte tábornokot – a jakobinusok mozgolódásától tartva – törzstisztjeivel együtt hamarosan hazarendelte. Murat Napóleonnal együtt kalandos úton hajózott haza, kijátszva a rájuk vadászó brit flottaegységeket.

#### A Konzulátus tábornoka
Visszatérése után, 1799. november 9-én (a forradalmi naptár szerint a VIII. év brumaire 18-án) Murat döntő szerepet vállalt Napóleon államcsínyében, amellyel megdöntötte a Direktóriumot és elűzte Barrast. 60 gránátosa élén Murat behatolt az Ötszázak Tanácsának termébe, és bejelentette a kormány feloszlatását. Megalakult a Konzulátus. Napóleon, az Első Konzul Murat tábornokot nevezte ki a Konzuli Gárda (Garde des consuls) parancsnokává.
1800. január 18-án feleségül vette Napóleon húgát, Caroline Bonapartét. Beköltöztek a Tuileriák palotájába. Murat lett Napóleon tartalékhadseregében a lovasság parancsnoka. Részt vett a második koalíció ellen 1800. június 14-én vívott győzelmes marengói csatában, ahonnan a kortársak visszaemlékezése szerint „golyóktól tépett egyenruhában tért vissza”.
A hadjárat után díszkardot kapott és a beauvais-i haderőcsoportosítás parancsnoka lett, amelynek feladata a Batáviai Köztársaság és Belgium megvédelmezése lett volna a brit haderő partraszállása esetén. Majd felderítő hadtestet vezetett Dél-Franciaországba (Midi de la France), 1800–1801 telén ezzel vett részt az itáliai harcokban is.
Franciaország nevében Murat kötötte meg a fegyverszüneti egyezményt a Nápolyi Királysággal. Csapatainak megtiltotta a helyi lakosság elleni erőszakot, ezt a nápolyiak nem felejtették el neki. 1801. július 27-én kinevezték a Ciszalpin Köztársaságban (République cisalpine) állomásozó haderők vezénylő tábornokának, Milánó székhellyel.
1803 augusztusában visszatért Franciaországba. A kegyvesztetté vált Junot tábornok helyére őt nevezték ki a párizsi 1. hadosztály parancsnokának, egyben a főváros katonai kormányzójának. 60 000 katona tartozott alá. A kormányzat biztonságán őrködött, állandó kapcsolatban állt Bonaparte tábornokkal, az első konzullal. Beosztásából adódóan neki kellett volna kineveznie azt a rögtönítélő katonai bíróságot, amelynek szentesítenie kellett a Badeni Nagyhercegségből a nemzetközi jog durva megsértésével elhurcolt Enghien hercege ellen előre meghozott halálos ítéletet. (Murat megtagadta ezt az utasítást, a bíróság tagjait végül Bonaparte tábornok jelölte ki).

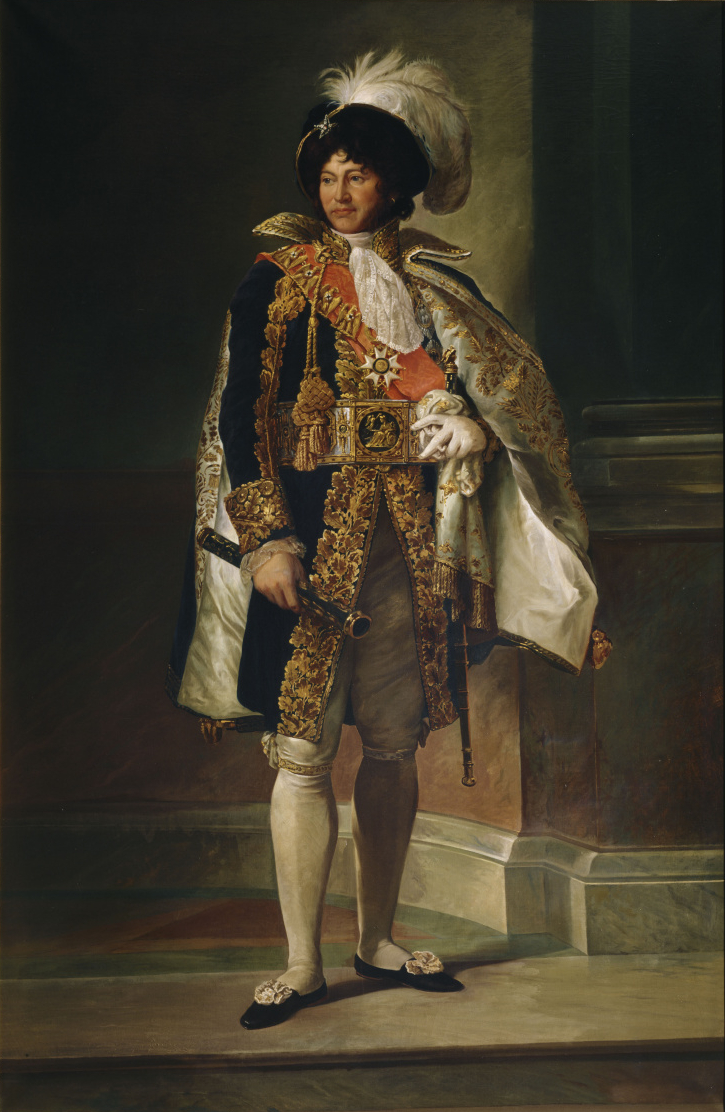
Joachim Murat, császári marsalli díszegyenruhában.
(François Gérard festménye, 1804).

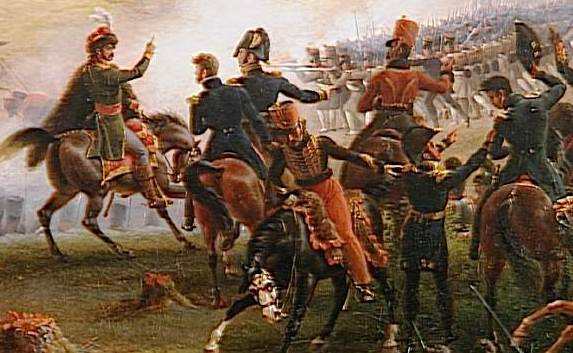
Murat marsall az 1812-es borogyinói csatában. (Louis-François Lejeune festménye, 1822, részlet).

#### Az első császárság marsallja
Cadoudal és Pichegru royalista összeesküvésének leleplezése és Enghien hercegének kivégzése a Konzulátus rendszerét a monarchisztikus átalakulás felé sodorta. A Szenátus 1804. május 18-i határozata (sénatus-consulte) „a Köztársaság kormányzását egy császár kezébe helyezte”, azaz I. Napóleonéba. Murat tábornokot már másnap császári marsallá (Maréchal d’Empire) nevezték ki. 1805. február 1-jén nagyadmirális (Grand Amiral) lett. Másnap, 2-án megkapta a Becsületrend Nagykeresztjét („Grand Aigle de la Légion d'Honneur”). Márciusban a császári család tagjaként hercegi rangra emelkedett, és családostul beköltözött az Élysée-palotába.
1805 őszén Murat parancsnoksága alá helyezték a Nagy Hadsereg (Grande Armée) lovasságát és előőrsét is. Ő mérte az első sikeres csapásokat az osztrákokra. A Duna mentén vonulva elfoglalta a Fekete-erdőből kivezető utakat, október 13-án megrohamozott és szétszórt egy erős osztrák hadosztályt, elragadta annak tüzérségét, lobogóit és 4000 foglyot ejtett. Néhány nappal később, október 18-án Trochtelfingennél kapitulációra kényszerítette Werneck altábornagyot. Amikor Murat marsall félelmetes hírű lovasságával győzelmesen Nürnbergbe érkezett, már 1500 szekeret, 50 tüzérségi löveget zsákmányolt, és több ezer hadifoglyot ejtett.
Amikor az oroszok is beléptek a háborúba, Murat megtámadta egyik hadosztályukat. 5 ágyút zsákmányolt, 500 foglyot ejtett. A visszavonuló oroszokat üldözve Murat az amstetteni magaslatokon újabb támadásokat intézett ellenük. Lovassága élén bevonult Bécsbe, bár közben elmulasztotta elfogni a melki apátságban tartózkodó I. Ferenc osztrák császárt. A visszavonuló osztrákokat Bécsen túl is üldözte, Hollabrunn-nál szétverte utóvédjüket. Nagyvonalúan beleegyezett a fegyverszünetbe, ezért dühös szemrehányást kapott Napóleontól. Guntersdorfnál megtámadta a poroszokat is, 1800 foglyot ejtett, 12 ágyút zsákmányolt.
1805. december 2-án az austerlitzi csatában a francia haderő balszárnyának parancsnokaként teljes győzelmet aratott. A december 27-én aláírt pozsonyi békeszerződés a német rendezést Napóleon kezébe adta. A császár Murat-t Berg nagyhercegévé és Kleve (francia nevén Clèves) hercegévé emelte. Államának fővárosában, Düsseldorfban rendezkedett be.
1806 őszén kitört a háború Poroszországgal is. Murat herceget a császár ismét a francia lovasság élére állította. Mindig legelöl járva átkelt a Saale folyón, szétvert két porosz ezredet. 1806. október 14-én a jénai csatában ismét győzött. Megadásra kényszerítette Erfurt városát, fáradhatatlanul üldözte a szétvert porosz hadsereg maradékait. Berlin elővárosában, Prenzlauban egy egész porosz dandárt kerített be és ejtett fogsága.
A következő csatában foglyul ejtette Ludwig Aloysius von Hohenlohe herceg altábornagyot. Blücher tábornagy csapatait beszorította Lübeckbe, ahol végül megadták magukat, a városban rekedt katonák és hadfelszerelések Murat kezére kerültek. Egyik hadosztálya, Lasalle tábornok parancsnoksága alatt megadásra kényszerítette Poroszország legjobban erődített városát, Stettint. A hadjárat végén ezt jelentette Napóleonnak: „Sire, a harc megszűnt, elfogytak a harcolók”. A háború az oroszok ellen folytatódott, Murat megtámadta és kiűzte őket Varsóból, és 1806. november 28-án győzelmesen bevonult a lengyel fővárosba.
1807. február 8-án az eylaui csatában (Kelet-Poroszországban, mai neve Bagratyionovszk) Murat a történelem addigi legnagyobb lovasrohamát, mintegy 12 000 lovast egy tömegben vezetett az orosz derékhad ellen, ezzel meghiúsította, hogy Bennigsen tábornok kettészakítsa a francia haderőt. Murat lovassága áttörte az orosz gyalogság vonalait, visszavonulásra kényszerítette Bennigsen csapatait. Az orosz tüzérség nagy része Murat kezére került.
Az 1807. július 7-én Tilsitben (ma: Szovjetszk) aláírt békeszerződés megnövelte Murat hercegségeinek területét. Berg hercege rövid időre visszatért Düsseldorfba, majd ismét háborúba vonult, hercegségét pénzügyminiszterére, Jean Agarra, Mosbourg grófjára bízva.
1808 elején Napóleon kinevezte őt az 50 000 fős Spanyolországi Hadsereg főparancsnokává. Murat csapatai bevonultak Madridba, de a spanyol lakosság ellenségesen fogadta őket. Márciusban népfelkelés tört ki, IV. Károly spanyol király lemondott fia, VII. Ferdinánd javára. Bayonne-ban Napóleon erőszakkal visszavonatta a király lemondását. Madrid csalódott lakossága május 2-án felkelést robbantott ki a franciák ellen („Levantamiento del dos de mayo”), amelyet Murat csapatai másnapra véresen levertek. Ezzel kirobbant a spanyol függetlenségi háború.

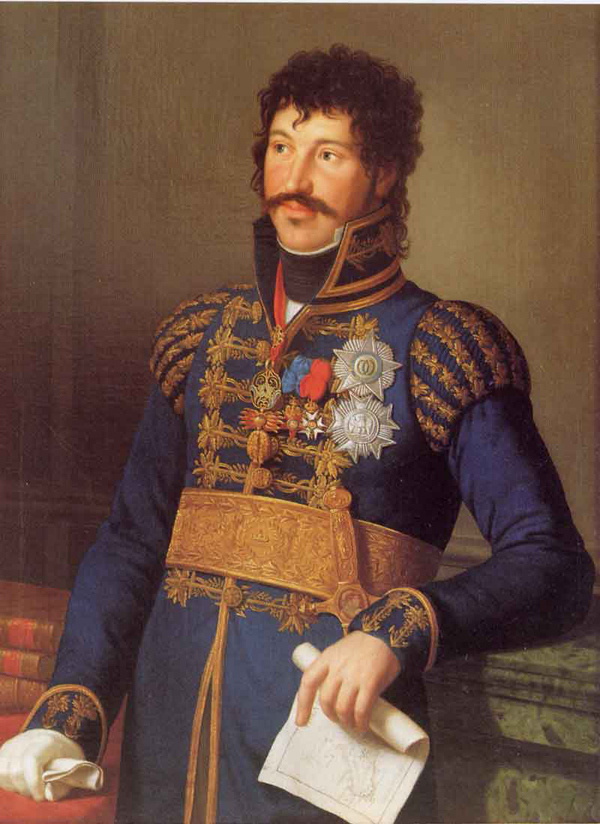
I. Joachim nápolyi király
(Heinrich Schmidt festménye, 1814).

IV. Károly spanyol király ismét lemondott, ezúttal Napóleon javára, aki a spanyol királyi trónt – Murat marsall csalódására – nem neki, hanem fivérének, Joseph Bonaparténak, a nápolyi királynak adta. Sógorának, Murat-nak a császár felajánlotta: választhat Portugália és a Nápoly koronája között. Murat az utóbbi mellett döntött.

### I. Joáchim, Nápoly királya

#### Királyságának elfoglalása
Joachim Murat tábornagy 1808. augusztus 1-jén Nápoly királya lett. Le kellett mondania a Bergi Nagyhercegségről, franciaországi birtokairól és marsalli javadalmazásáról (csak a marsallbotot tarthatta meg). A nápolyiak igen lelkesen fogadták, jó szívvel emlékeztek 1801-es proklamációjáról.
Érkezésekor Murat a Joseph Bonaparte által felállított alkotmányos berendezkedést találta: egy Államtanácsot és egy ötkamarás Parlamentet (klérus, nemesség, földbirtokosok, tudósok, kereskedők). Ez utóbbit azonban sem Joseph, sem Murat nem hívta össze. A kormányzásban Murat az olaszokat részesítette előnyben a franciákkal szemben, ez növelte népszerűségét. Folytatta az elődje és sógora által megkezdett reformokat. Eltörölte a jobbágyságot, bevezette a Code Napoléont. Átszervezte a haditengerészetet és a hadsereget. Keményen fellépett a calabriai bűnözőbandák ellen. A magas költségvetési deficitet uralma során valamelyest lefaragta, de nem tudta megszüntetni, ez határt szabott reformjainak is.
Amikor a francia csapatok bevonultak a Nápolyi Királyságba, IV. Ferdinánd nápolyi király és felesége, Mária Karolina osztrák főhercegnő (Marie Antoinette francia királyné nővére) Szicíliába menekültek. Átkelésüket a brit flotta fedezte, amelynek egy hajóraja Capri szigeténél állomásozott. A megerődített szigetet Hudson Lowe brit tábornok (Szent Ilona szigetének későbbi kormányzója) védelmezte 2000 emberével.
Murat Nápolyba érkezése után alig egy hónappal, 1808. október 4-én Lamarque tábornok 2 000 emberrel partra szállt Caprin. A sziget brit helyőrsége 17-én megadta magát. Capri elfoglalásával Murat kettős célt ért el: Egyfelől helyreállította országának integritását és az észak-déli tengeri kereskedelem biztonságát, másrészt demonstrálta valódi uralkodói hatalmát, és bizonyította alattvalóinak, hogy a régi Bourbon királyság ideje valóban lejárt. A győzelem alkalmából Murat amnesztiát hirdetett a politikai okból száműzöttek részére.
1809-ben újabb háború tört ki Ausztriával (az ötödik koalíció háborúja). Nápoly előtt feltűnt egy brit hajóraj, de nem támadták meg a várost, amelynek védműveit az új király jelentősen megerősíttette. Murat ezúttal nem vett részt az Ausztria elleni hadjáratban, de a francia győzelem az ő hatalmát is megerősítette.
Hátra volt még Szicília meghódítása, ahol az elűzött Bourbon uralkodópár talált menedéket. Ők nem ismerték el I. Joachimot Nápoly királyának, de belátták, hogy a bitorlót egyelőre nem tudják eltávolítani. Murat is tudta, hogy Szicília elfoglalása sokkal nehezebb feladat lesz, mint Caprié, annál is inkább, mert Napóleon császár csak lanyhán támogatta a vállalkozást. 1810. szeptember 17-én Murat elrendelte az átkelést a Messinai-szoroson. Az első 2 000 fős hadtest baj nélkül átért, de Grenier francia tábornok leállította az átkelést, mondván, nem kapott parancsot Napóleontól. A britek hamarosan elűzték az átkelt csapatokat és visszafoglalták a partot. Az expedíció kudarcba fulladt.

#### Utolsó csatái Napóleonért
1812-ben Napóleon újabb hadjáratot tervezett, hogy Oroszországot is rászorítsa az Anglia ellen életbe léptetett kontinentális blokád betartására. Murat elfogadta Napóleon felhívását és a nápolyi csapatokat oroszföldre vezényelte. Jóllehet ezek a seregek nem követték végig Napóleont és ez lehetővé tette, később jórészt sértetlenül visszatérjenek. A francia lovasság parancsnokaként megpróbálta csatára kényszeríteni az oroszokat, de a cári főparancsnok, Barclay de Tolly tábornok folyamatosan kitért előle, a „felperzselt föld” taktikáját alkalmazva. Szeptember 7-én, a borogyinói csatában Murat bravúros rohamai jelentős sikereket hoztak, de a rettegett lovasságot a visszavonulás során a kozákok sorozatos támadásai és az orosz tél viszontagságai teljesen felmorzsolták. December 5-én Napóleon a megmaradt haderő parancsnokságát átadta Murat-nak azzal a paranccsal, hogy vonuljon Vilniusba, és szervezze újjá a hadsereget. Murat azonban belátta, hogy Vilniust nem tudja megtartani, ezért a haderőt Lengyelországba mentette, ahol a még érintetlen és viszonylag pihent nápolyi szövetséges csapatok is állomásoztak.
1813. január 16-án Posenben Eugène de Beauharnais-t nevezte ki főparancsnoknak, ő maga visszasietett Nápolyba. Felvette a kapcsolatot Ausztriával, amely ekkorra már kilépett a kényszerű francia szövetségből. A közeledést segítette Murat feleségének, Caroline-nak kiváló személyes kapcsolata Metternich kancellárral és a nápolyi osztrák nagykövettel. Katonai együttműködési egyezményük már aláírás előtt állt, de Murat egyre halasztotta döntését.
Közben a hadi helyzet ismét fordult, május 20–21-én Napóleon fontos győzelmet aratott Bautzennél. A császár tudta, hogy a nápolyi király kapcsolatot keres ellenségeivel, mégis igényt tartott Murat lovassági parancsnoki tehetségére. A marsall 1813 augusztusában Drezda alá érkezett, és az augusztus 26–27-i csatában szétzúzta az osztrák hadsereg balszárnyát. Az ősz folyamán csodával határos haditetteket hajtott végre, de a lipcsei csatavesztés (1813. október 19.) után elhagyta a francia hadsereget, ezúttal véglegesen.

#### Az itáliai királyság álma
Milánóba érkezve már támadások érték a karbonári felkelők részéről. Murat úgy döntött, megkísérli Itáliát saját koronája alatt egyesíteni, megelőzve az osztrákokat. November 8-án értesítette a nápolyi osztrák nagykövetet, hogy kész a koalíciós szövetségesek oldalára állni. Cserébe azt kérte, hagyják meg Nápoly királyának. Ezzel egyidőben azonban Napóleont is biztosította támogatásáról. 1814. január 8-án Ausztria és a Nápolyi Királyság szövetségi szerződést kötött, ezt nevezték Franciaországban „Murat első árulásának”. Valójában ezzel a szerződéssel Ausztria, amely szintén egész Itália birtokára pályázott, csupán időt akart nyerni.
Murat-t kezdetben mindenütt örömmel fogadták, diadalmenetben vonult végig Itálián. Kisebb összetűzésbe keveredett az itáliai francia alkirály, Eugène de Beauharnais csapataival, ekkor meggondolta magát és vissza akart térni Napóleon táborába. A császár neki ígérte egész Közép- és Dél-Itáliát, fel egészen a Pó folyóig. Napóleon azonban 1814. április 18-án Fontainebleau-ban lemondásra kényszerült. Az osztrákok és a britek elzárkóztak a Napóleon által tett ígéretektől, és Murat-nak 1814 májusában vissza kellett térnie Nápolyba.
A bécsi kongresszus elismerte I. Joachimot, mint nápolyi királyt. Közben azonban Murat fenntartotta kapcsolatait az Elba szigetére száműzött Napóleonnal is. Ismerte a császár visszatérési szándékát, és újjáéledt benne a remény, hogy egész Itália királya lehet. Amikor Murat megtudta, hogy Napóleon partraszállt Franciaországban, nápolyi királyként azonnal hadat üzent Ausztriának, még mielőtt a császár megérkezhetett volna a Tuileriákba. Ezzel kényes helyzetbe hozta a visszatérő Napóleont. 1815. március 30-án Murat Riminiben az olaszokat általános felkelésre hívta fel. Az előző évhez hasonló diadalmenetben vonult végig az egész félszigeten. Csapatai azonban május 2-án súlyos vereséget szenvedtek az osztrákoktól a tolentinói csatában. A lovassági ütközetben Széchenyi István első lovasszázados vezetésével egy ügyesen megszervezett roham szétverte Murat testőrezredét. Széchenyit a Szent Ferdinánd-rend kiskeresztjével tüntették ki. Murat minden terve meghiúsult. Május 19-én elmenekült Nápolyból és 25-én Cannes-ba érkezett.

#### Bukása és halála
A trónját vesztett király Toulonban várta, hogy Napóleon hadba szólítsa. A császár azonban – tartva attól, hogy katonái az ország árulójának tarthatják a marsallt – nem tartott igényt szolgálataira. A waterlooi csatavesztés hírére Murat Korzikára menekült. 1 000 harcost gyűjtött össze és hevenyészett expedíciót szervezett Nápoly visszafoglalására. 1815. szeptember 28-án Ajaccióból futottak ki, és október 8-án érkeztek Pizzóba, egy kis calabriai kikötőbe. Partra szálltak, mert Murat úgy hitte, maga mellé állíthatja a város lakosságát. A calabriaiak azonban nem felejtették el, hogy királyként Murat üldözte a helyi rablóbandákat, ezzel megfosztva a lakosságot fő megélhetési forrásától. Társaival együtt elfogták, a kikötő erődjébe zárták, és értesítették Ferdinánd királyt. Murat a fogságból több segélykérő levelet írt családjának és magas rangú barátainak is.
Október 13-án megérkezett Ferdinánd király utasítása: „Az elítéltnek csupán félóra adassék, hogy hite szerinti feloldozást megkapja”. Murat-t még aznap Pizzóban kivégző osztag elé állították és agyonlőtték. Nyugodtan és bátran viselkedett, szemét sem engedte bekötni. Testét később Párizsba vitték, és a Père-Lachaise temetőben helyezték örök nyugalomra.

### Házassága és utódai
Caroline Bonapartéval 1800-ban kötött házasságából 4 gyermeke született:
- Charles Louis Napoléon Achille Murat (1801–1847), Murat 2. hercege, aki 1826-ban Catherine Dudley-t (Washington unokahúgát) vette feleségül. Gyermekük nem született.
- Laetizia Murat (1802–1859), aki 1823-ban Guido-Taddeo Pepoli márkihoz ment férjhez.
- Napoléon Lucien Charles Murat (1803–1878), Murat 3. hercege, aki 1831-ben Caroline Frasert vette feleségül. 5 gyermekük született, az ő leszármazottja a jelenleg élő (2007) Joachim, Murat 8. hercege (* 1944).
- Louise Murat (1805–1889), aki Giulio Rasponi gróf felesége lett.

## Személyisége, viszonya Napóleonhoz
Napóleon legtöbb marsalljához hasonlóan, Murat sem rendelkezett a császár hadvezéri zsenialitásával. Ugyanakkor kiváló harctéri katona volt, vakmerő lovasparancsnok, mindig emberei élén haladó karizmatikus vezető, akit emberei vakon követték a csatában. Győzelmet győzelemre halmozott. Legnagyobb ellenfelei, az orosz kozák lovasság tisztjei is tisztelettel szóltak róla. Hihetetlennek tűnő haditetteket vitt véghez. Hadteste az 1805-ös ulmi csatában néhány nap alatt 15 000 hadifoglyot ejtett, a auerstädti csatában gyakorlatilag ő semmisítette meg a porosz hadsereget. Karddal a kézben vakmerő rohamokat vezetett, így verte szét a oszmán haderőt az abukiri csatában, és így fordította meg a vesztésre álló eylaui csatát, 80 ezredet vezetve támadásba az oroszok ellen.
Lelkesedése azonban gyakran elragadta, és súlyos hibákat vétett, emiatt forrófejűnek és meggondolatlannak tartották. 1807-ben, a heilsbergi csatában 9 000 lovasát és a kísérő gyalogságot nekivezette egy 80 000 fős, jól beásott orosz védőrendszernek. Haderő-főparancsnoknak alkalmatlan volt, és Napóleon ezt pontosan fel tudta mérni.
Kapcsolata sógorával, Napóleonnal nem volt felhőtlen. A kortársak szerint az előkelő királyi katonaiskolát kijárt Napoléon megvetette az egyszerű sorból felemelkedett Murat-t. A nagy stratéga féltékeny volt az első sorokban verekedő katona sikereire, aki – hozzá hasonlóan hihetetlen módon – tudta magával ragadni bajtársai tömegét. Maga Napóleon nem is Murat-hoz, hanem Moreau tábornokhoz akarta adni húgát, Caroline-t, de nem állt útjukba, amikor a leány Murat-ba szeretett bele. Nápoly királyaként Murat-nak sok megaláztatást kellett elszenvednie sógorától: A korona odaítéléséről szóló császári dekrétum szövege világosan kifejezi, hogy annak kedvezményezettje voltaképpen Karolina királyné, Napóleon húga. A császár leveleiben száraz és rosszindulatú stílusban bírálta és maga mögé utasítgatta a királyt. Rendszeresen felemlegette Murat-nak, hogy azért lehet király, mert ő így látja jónak. Napóleon alkalmasint elfeledte – vagy éppen ellenkezőleg, nagyon is tudta – hogy saját császárságát javarészt Murat-nak köszönhette, aki a vendémiaire-i felkelésben, az abukiri csatában, a brumaire 18-i államcsínyben, vagy az eylaui csatában rendületlenül őérte harcolt. De Napóléon arról is tudott, hogy a két veszélyes intrikus, Talleyrand és Fouché terveiben Murat szerepelt, mint akit baj esetén a császár helyére lehet állítani. Mindezeken túl a nápolyi király határozottan ellenezte Napóleon házasságát Mária Lujza osztrák főhercegnővel, I. Ferenc császár legidősebb leányával, aki egyrészt a kivégzett Marie Antoinette királyné unokahúga, másrészt az elűzött Mária Karolina Lujza nápolyi királyné unokája volt. Murat önálló királyként, és nem sógorának prefektusaként akart uralkodni. Emellett a Nápolyi Királyságot igen súlyosan érintette a Napóleon által fenntartott kontinentális blokád. Murat ezért szívesen közeledett az Itália egységéért harcoló karbonári mozgalomhoz. A két uralkodó személyiség súrlódásait és összeütközéseit Caroline Bonaparte jó érzékkel tudta korlátok között tartani.